# Latastia boscai
Latastia boscai (еритрейська довгохвоста ящірка) — вид ящірок родини ящіркових (Lacertidae). Мешкає на Сомалійському півострові. Вид названий на честь іспанського герпетолога Едуардо Боски Казановеса.

## Підвиди
Виділяють три підвиди:
- Latastia boscai arenicola (Parker, 1942);
- Latastia boscai boscai (Bedriaga, 1884);
- Latastia boscai burii (Boulenger, 1907).

## Поширення і екологія
Еритрейські довгохвості ящірки мешкають в Еритреї, Джибуті, Сомалі і східній Ефіопії. Вони живуть в напівпустелях, сухих саванах і густих чагарникових заростях, на висоті до 1700 м над рівнем моря.